# 林祖恋
林祖恋（1944年—），原名林祖銮，广东陆丰人，中国共产党党员。烏坎事件發生之後，林祖戀（當時名為林祖鑾）於2012年1月被中共陆丰市东海镇委员会任命为乌坎村党总支书记，同年3月，在村委會选举中当选乌坎村村委会主任。2016年6月，林祖戀被公安机关采取强制措施，后被检察机关指涉嫌收受数额巨大的贿赂，因而被立案侦查，後在法院審判過程中表示認罪。同年10月12日上午，林祖恋上诉二审在佛山市中级法院开庭审理，他否认大部分控罪，包括一审时承认的罪名，并认为一审量刑过重。20日，法院就二審作出公開宣判，維持原判。

## 個人經歷
1969年从中国人民解放军部队退役，出任乌坎村村民委员会副主任和民兵营长，后来又担任东海开发区负责人和东海镇商业支部书记，至1995年退休。

### 乌坎事件
2011年9月，因原任村委会私下变卖集体土地，村民数次上访无果，乌坎事件发生。林祖恋（当时名为林祖銮）主张村民保持和平理性的行为，反对滋事份子搞打砸抢，支持和配合中共广东省委派驻的工作组进行相关工作。
2012年1月15日上午，陆丰市乌坎村召开中共党员大会，组建乌坎村党总支部，并成立筹备小组准备重新选举乌坎村委会。经村民一人一票选出，林祖恋被中共东海镇委员会任命为乌坎村党总支书记，又出任重选村委会筹备小组组长，负责领导重新选举村委会的工作。同年3月，林祖恋在选举中获得6205张选票，当选乌坎村村委会主任。
但是直至2016年，乌坎村民仍然未能讨回被侵占的土地。2016年6月12日，林祖戀在新浪微博公開發表了自己與其妻子杨珍所立的離婚協議，指為了烏坎事件，他和妻子自願脫離夫妻關係，現有的家庭成員，今後以朋友鄰居稱呼。根據照片所示，立約時間為2016年6月10日。據信林祖戀已預料到自己會被官方打壓，此舉是為家人免受牽連。

### 2016年被捕获刑
2016年6月，林祖戀原計劃於19日召開村民大會，商議透過上訪追討被村民侵佔的土地。然而，2016年6月17日，村民委员会主任林祖恋（原名林祖銮）被警方带走。6月18日清晨，广东省陆丰市公安局发布消息称，乌坎村党总支书记兼村民委员会主任林祖恋因涉嫌利用职权受贿，已于本周五（6月17日）被陆丰市人民检察院立案侦查并采取强制措施。2016年6月20日，陆丰市人民检察院发出通报，指林祖恋涉嫌收受数额巨大的贿赂，触犯中华人民共和国刑法有关规定，在3个多月的侦查后，决定于6月17日对其正式立案侦查。
6月20日，乌坎村村民游行到陆丰市政府，要求释放林祖銮，遭到政府派出工作组的阻挠。当日，汕尾市政府举行新闻通报会，会上批评国外媒体煽动炒作事件并播放林祖銮认罪片段。在视频中，在片段中，林祖銮承认自己在民生工程及代表村集体购买资产时收取回扣。但是林祖銮的前妻杨珍否认其前夫存在贪污问题，并认为其前夫是被迫认罪的。她亦表示，前夫打电话给她时仍然坚持自己无罪，并敦促村民继续为被征用的土地抗争。6月23日，广东省汕尾市当局指出林祖恋涉嫌学校塑胶“毒跑道”工程受贿案，並在通报中指出林祖恋从該工程中收受回扣8万元。汕尾市检察院表示已经得到相关线索并且开始了初步调查。在次日市政府举行的新闻发布会上，当地政法官员表示绝不允许有“铁帽子王”，也不容许法外开恩。
在這起受賄案中，當局以「法律援助」為名，指定了兩名法律顧問擔任林祖戀的律師。7月5日，杨珍發表公開聲明，不承認官方指定的律師，並表示「不勞煩政府耗費稅款」。7月21日，林祖戀因涉嫌“受贿罪”被正式逮捕。
9月8日，林祖恋涉嫌“受贿、串通投标、非国家工作人员受贿罪”一案在广东佛山禅城区法院开庭审理。法院当庭宣判林祖恋串通投标不成立，受贿罪和非国家工作人员受贿罪成立，判处有期徒刑3年1个月，罚款20万元人民币。官方报道林祖恋表示不上诉。一些乌坎村民当天发起小规模的罢市及游行活动，声援林祖恋。在审判过程中，当局在多个路口及法院附近一带严密布防，现场没有家属或声援民众聚集，林家只有三名家人获准进入法庭，外媒记者被禁止在现场采访。
自2016年6月19日起，每日傍晚超过千名乌坎村民都在全村进行游行声援林祖恋，至9月7日已有80天。林的家人表示判决「黑暗」，不公平、不公正。
2016年10月9日，消息人士向香港《明報》透露，林祖戀在獄中突然提出上訴，案件將於周三（12日）在佛山中級法院二審。而林的家屬早前希望提出上訴受阻，對突然進行二審的情况事先並不知情。在一審時，林祖戀曾當庭表示認罪，尊重法院判決，不上訴。另外，家屬在一審判決結束後並未收到一審判決書，不知道林祖戀被關押於何處，申請探視也被拒絕。二審將繼續沿用官方委派的律師。10月12日，二审在佛山中院开庭，林否认受贿罪指控。20日，法院就二審作出公開宣判，維持原判。

### 家庭
林祖戀的長孫林立義亦曾參加烏坎村的維權活動。林立義曾分別在2016年及2017年兩度自殺不遂。